# Ракувка (Великопольське воєводство)
Ракувка (пол. Rakówka, нім. Roggern) — село в Польщі, у гміні Чемпінь Косцянського повіту Великопольського воєводства.
Населення — 21 особа (2021).
У 1975-1998 роках село належало до Познанського воєводства.

## Демографія
Демографічна структура станом на 2021 рік:
|          | Загалом | Допрацездатний вік | Працездатний вік | Постпрацездатний вік |
| -------- | ------- | ------------------ | ---------------- | -------------------- |
| Чоловіки | 12      | 3                  | 9                | 0                    |
| Жінки    | 8       | 2                  | 6                | 0                    |
| Разом    | 20      | 5                  | 15               | 0                    |